# Кампофеліче-ді-Фіталія
Кампофеліче-ді-Фіталія (італ. Campofelice di Fitalia, сиц. Campufilici di Fitalia) — муніципалітет в Італії, у регіоні Сицилія,  метрополійне місто Палермо.
Кампофеліче-ді-Фіталія розташоване на відстані близько 460 км на південь від Рима, 34 км на південь від Палермо.
Населення — 509 осіб (2014).
Щорічний фестиваль відбувається 23 серпня. Покровитель — San Giuseppe.

## Демографія
Населення за роками:

Станом на 1 січня 2023 року в муніципалітеті офіційно проживали 3 іноземці з 3 країн, серед них 1 громадянин країн Євросоюзу.

## Сусідні муніципалітети
- Чимінна
- Корлеоне
- Меццоюзо
- Прицці
- Вікарі